# Église Saint-Rémi de Vendresse
L'église Saint-Rémi est une église située à Vendresse-Beaulne, dans le département de l'Aisne, en France.

## Localisation
L'église est située sur la commune de Vendresse-Beaulne, dans le département de l'Aisne.

## Historique

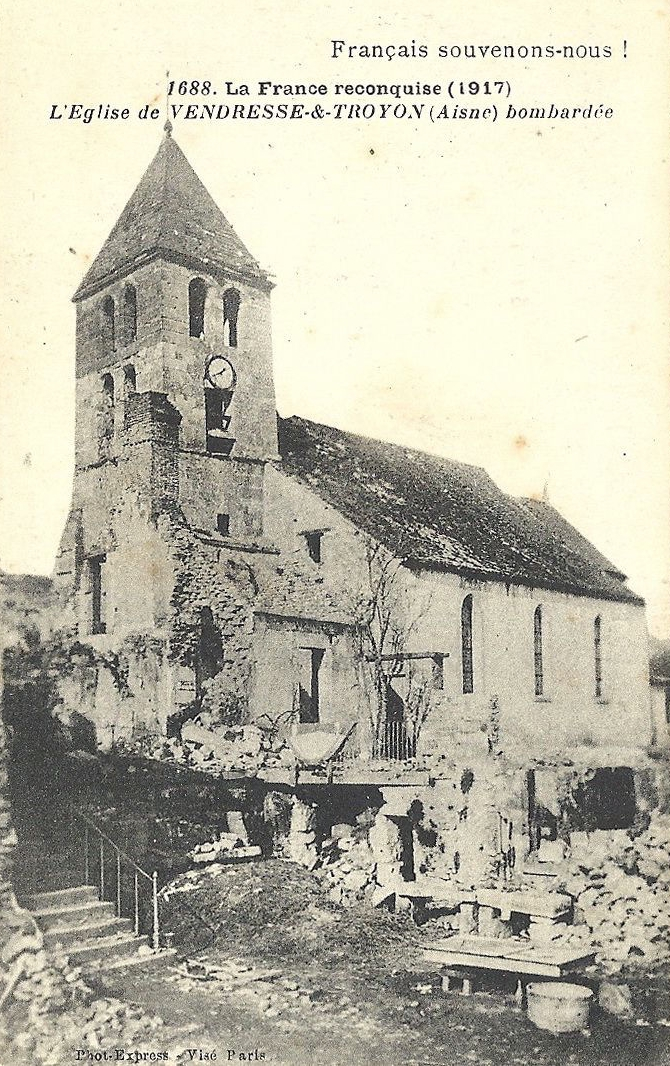
Ruines de l'église en 1917.
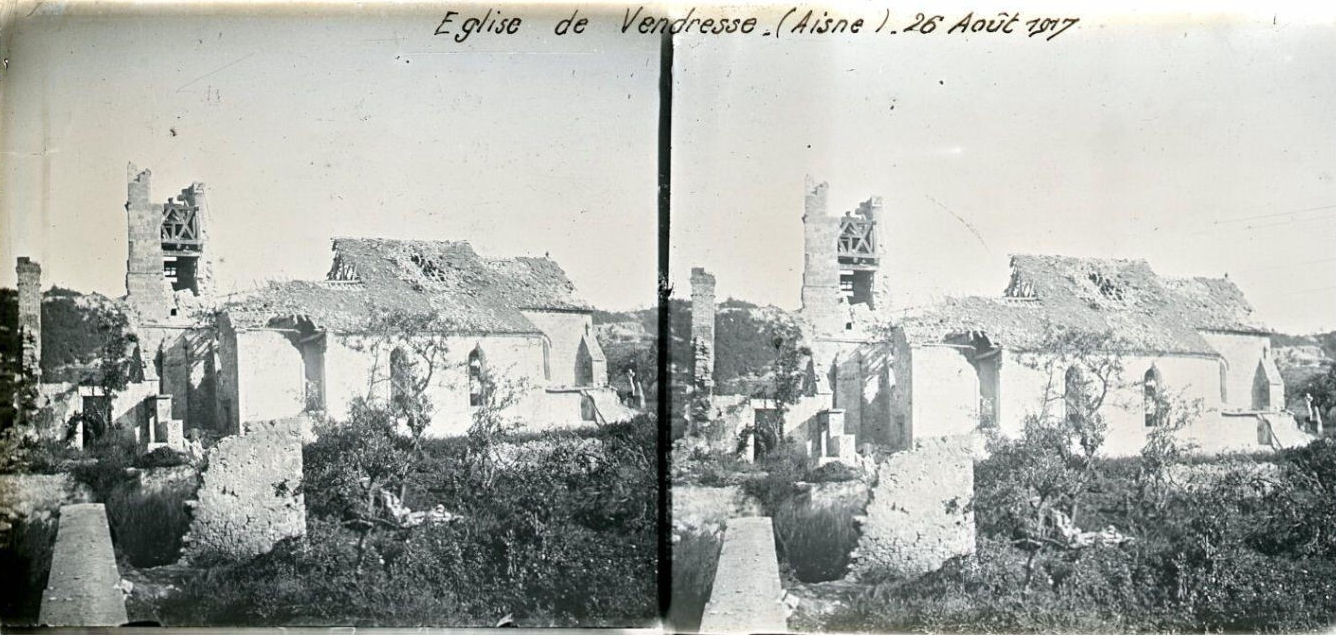
Ruines de l'église en aout 1917. Entre les deux photos, l'église a subi de nombreux bombardements.